# Yoshie Ueno
Yoshie Ueno (jap. 上野 順恵) (Asahikawa, Japan, 1. srpnja 1983.) je japanska judašica u kategoriji do 63 kg. Do sada je osvojila dva naslova svjetske prvakinje dok je u svojem trećem finalu svjetskog prvenstva 2011. u Parizu poražena od domaće predstavnice Gévrise Émane.
Na kontinentalnom prvenstvu bila je tri puta prvakinja Azije dok je olimpijsku broncu osvojila na Olimpijadi u Londonu 2012.
Njezina starija sestra Masae Ueno je olimpijska pobjednica iz 2004. i 2008. te se sportski umirovila 2009.

## Olimpijske igre

### OI 2012. London
| London 2012.           | London 2012. | London 2012.    | London 2012.    |
| Protivnik              | Zemlja       | Uspjeh          | Natjecanje      |
| ---------------------- | ------------ | --------------- | --------------- |
| Garima Chaudhary       | Indija       | 1000:0; pobjeda | 1. krug         |
| Marijana Mišković      | Hrvatska     | 10:0; pobjeda   | 2. krug         |
| Joung Da-Woon          | Južna Koreja | 2:20; poraz     | četvrtfinale    |
| Elisabeth Willeboordse | Nizozemska   | 10:0; pobjeda   | repesaž         |
| Munkhzaya Tsedevsuren  | Mongolija    | 10:2; pobjeda   | borba za broncu |

## Vanjske poveznice
- Yoshie Ueno Judoinside.com